# Obóz frontowy NKWD nr 173

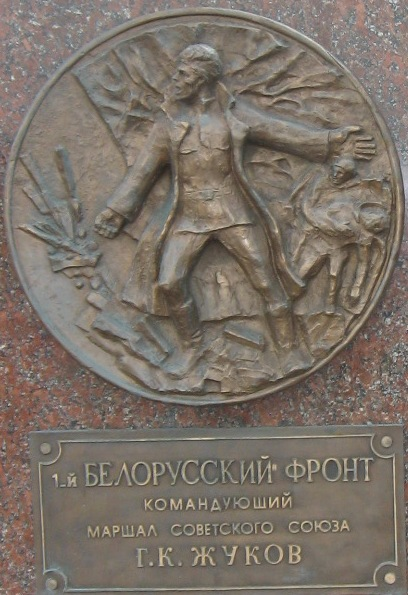
Pomnik 1 Frontu Białoruskiego w Muzeum Wojny Ojczyźnianej w Moskwie

Obóz frontowy NKWD nr 173, również Zborny Punkt Przyjęć nr 1 FOPP w Brześciu (Sokołów Podlaski), oraz Punkt Zborny Dla Jeńców Wojennych nr 1 (SPW-1) – jeden z obozów frontowych wojsk Ludowego Komisariatu Spraw Wewnętrznych ZSRR utworzony rozkazem NKWD nr 001575 z 26 września 1943 roku. 
Obóz został urządzony w Sokołowie Podlaskim, na terenie tamtejszego stadionu. Obóz ten działał na tyłach 1 Frontu Białoruskiego Armii Czerwonej. Wraz z przemieszczaniem się frontu wschodniego jego położenie przesuwało się na zachód. 
Zgodnie z rozkazem nr 0096 z 20 czerwca 1944 obóz przesunięty został do Czeczerska, a następnie 20 sierpnia 1944 do Sokołowa Podlaskiego, gdzie mieścił się od 6 września do 20 stycznia 1945 roku. 20 stycznia obóz został przesunięty do Kutna, a już 10 lutego w okolice Sternberga w Brandenburgii (dzisiaj jest to Torzym w woj. lubuskim). Funkcjonował tam do 1 listopada 1945 roku. W tym czasie został podporządkowany Północnej Grupie Wojsk 1 Frontu Białoruskiego. W czasie pomiędzy 1 października 1945 a 1 stycznia 1946 został przeniesiony do Możajsk w okolicach Moskwy. 

## Naczelnicy
- mjr Trofimow – listopad 1944